# Alba

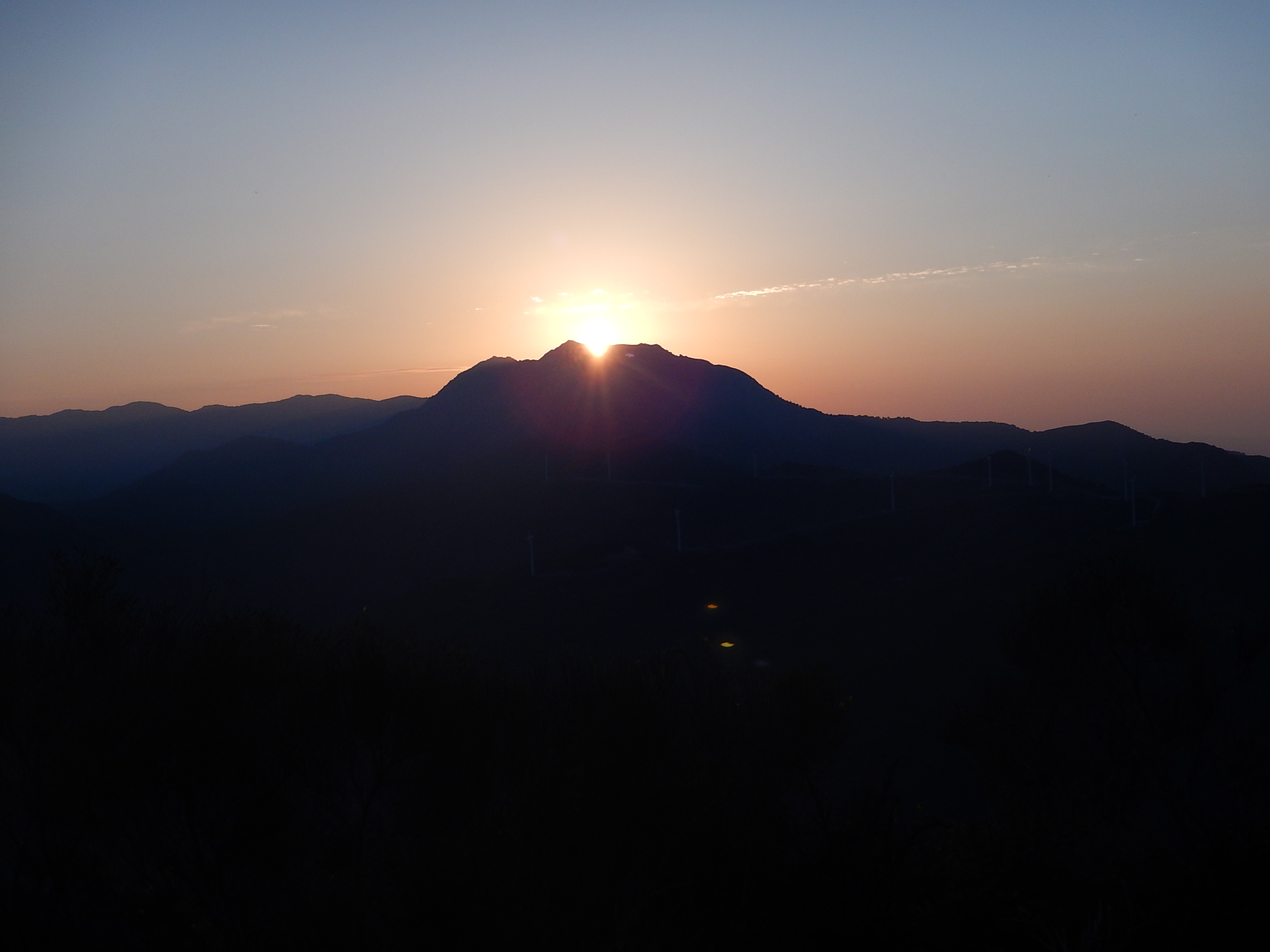
Alba sulla Montagna di Vernà vista da Fondachelli-Fantina, Sicilia

L'alba, in astronomia, inizia nel momento in cui termina il crepuscolo mattutino e sulla Terra arriva il primo raggio di Sole diretto, prosegue per tutto il periodo che corrisponde alla levata del Sole, e finisce quando il disco solare si è elevato completamente sopra l'orizzonte. 
Questo periodo di tempo è normalmente indicato, più o meno precisamente, nelle effemeridi e nei calcolatori per la navigazione marittima, per la previsione meteo, l'osservazione astronomica, ecc, riguardo agli orari di posizione del Sole e della Luna (alba e tramonto), facilmente consultabili on-line su internet. I termini alba e tramonto si riferiscono convenzionalmente agli orari in cui il bordo superiore del disco del Sole si trova all'orizzonte.
Il momento detto albore o albeggiamento, che culmina con l'aurora e termina con la levata del Sole, indica il periodo intermedio fra la notte e il pieno giorno. La durata intera dell'albore mattutino all'equatore, dal crepuscolo astronomico alla levata del Sole, è pari a 72 minuti nominali (1 ora 12 minuti), cioè il tempo impiegato dalla Terra per ruotare di 18°. Tuttavia, è meglio non confondere il termine alba, quale fenomeno astronomico, con l'albore o l'albeggiamento del fenomeno crepuscolare mattutino.

## Colori
Verso la fine del crepuscolo civile, il cielo si tinge di colori che vanno dal rosa, all'arancio, al giallo, dando inizio all'aurora. Se il cielo è sereno appare blu (ora blu), mentre se ci sono nuvole o nebbia, si riflettono colori dorati, arancioni e gialli (ora d'oro). La luminosità è di un colore biancastro che vira poi in una tonalità arancio-giallo oro, durante l'aurora, all'approssimarsi della levata del Sole e per alcuni momenti dopo.
All'alba, i colori del cielo, circostante il Sole, sono generalmente simili da quelli del tramonto, ma alcune differenze dipendono principalmente dalla minore quantità di pulviscolo nell'aria, nelle ore mattutine, a causa delle minori temperature e alla condizione dell'aria più ferma.

## Alba su altri pianeti

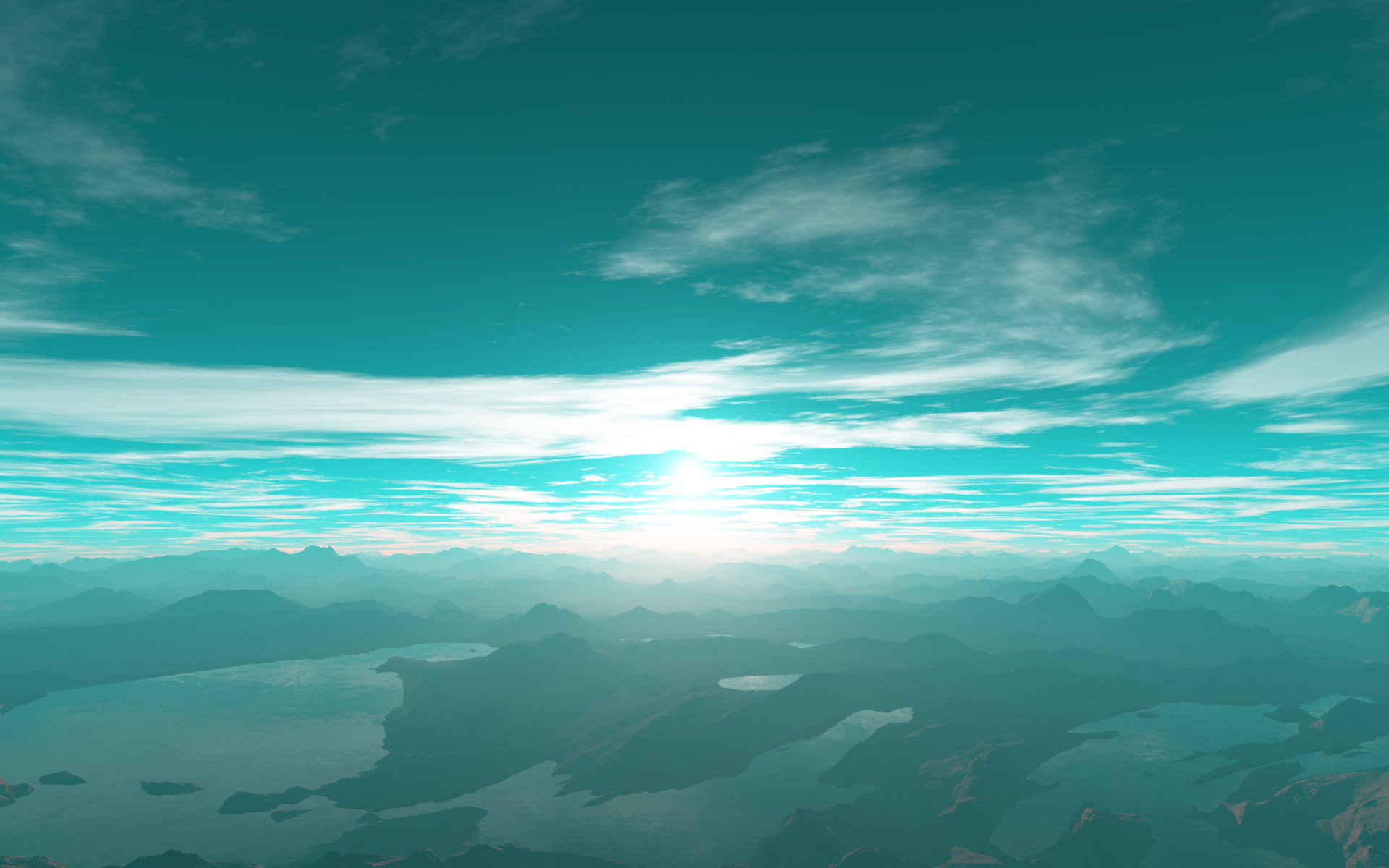
Un'ipotetica alba su Kepler-22b, un pianeta che orbita attorno a una stella simile al Sole

L'alba esiste anche sugli altri pianeti, ma differisce a causa della distanza dal Sole, o, nel caso di pianeti extrasolari, dalla stella madre e della composizione atmosferica del pianeta stesso.